# Rarities Vol. 2: The Originals
Rarities Vol. 2: The Originals is een verzamelalbum van de Amerikaanse punkband No Use for a Name. Het album bestaat uit vroege versies en demoversies van reeds eerder uitgegeven nummers, die gedurende de gehele carrière van de band uitgegeven zijn. Rarities Vol. 2: The Originals werd uitgegeven op 12 februari 2021 op cd en lp door het platenlabel Fat Wreck Chords. Het is het tweede onderdeel van de Rarities reeks van de band, en volgt na het eerste album, getiteld Rarities Vol. 1: The Covers (2017).

## Nummers
Tussen haakjes staat de herkomst van de nummers aangegeven. Voor "Sidewalk", "Justified Black Eye", "Let Me Down" en "Coming Too Close" geldt dat dit de vroege versies zijn van nummers die later in hun definitieve vorm op studioalbums zijn verschenen. Tracks 9 tot en met 15 zijn niet eerder uitgegeven demoversies van nummers die op Hard Rock Bottom (2002) te horen zijn en in 2001 zijn opgenomen. "Justified Black Eye" is een in 1994 opgenomen demoversie die reeds in 2017 was uitgegeven.
1. "Sidewalk" (No Use for a Name/Soda, 1996) - 2:29
2. "No Way to Live" (Secret Weapons of Kung Fu, 2002) - 2:42
3. "Justified Black Eye" ("Justified Black Eye/Sidewalk", 2017) - 2:37
4. "History Defeats" (All the Best Songs, 2007) - 2:24
5. "Stunt Double" (All the Best Songs, 2007) - 2:09
6. "Let Me Down" (Live Fat, Die Young, 2001) - 2:57
7. "Sara Fisher" (Short Music for Short People, 1999) - 0:32
8. "Coming Too Close" (Life in the Fat Lane, 1999) - 3:06
9. "Any Number Can Play" - 2:43
10. "Dumb Reminders" - 2:45
11. "Friends of the Enemy" - 3:22
12. "International You Day" - 2:47
13. "Nailed Shut" - 2:30
14. "Pre-Medicated Murder" - 1:50
15. "Solitaire" - 2:47

## Band
- Tony Sly - zang, gitaar
- Chris Shiflett - gitaar (tracks 1, 7-8)
- Dave Nassie - gitaar (tracks 2, 4-6, 9-15)
- Ed Gregor - gitaar (track 3)
- Matt Riddle - basgitaar, zang (tracks 1-2, 4-15)
- Steve Papoutsis - basgitaar (track 3)
- Rory Koff - drums